# Franz Dengg
Franz Dengg, né le 1er décembre 1928 et mort le 7 octobre 2024, est un sauteur à ski ouest-allemand qui a concouru de 1952 à 1956. Il est né à Partenkirchen. Il termine 31e dans l'épreuve individuelle sur grand tremplin aux Jeux olympiques d'hiver de 1952 à Oslo. Le meilleur résultat en carrière de Dengg est septième à deux reprises, les deux en Allemagne de l'Ouest, en 1953 et 1955.